# Asediul Mariupolului
Asediul Mariupolului a fost un angajament militar continuu între Federația Rusă și Ucraina care a început la 24 februarie 2022, în timpul invaziei ruse din 2022 asupra Ucrainei, ca parte a ofensivei est-est a Ucrainei. Orașul Mariupol este situat în regiunea Donețk din Ucraina și este revendicat de separatistul susținut de Rusia Republica Populară Donețk. Crucea Roșie a descris situația ca fiind „apocaliptică”, iar autoritățile ucrainene au acuzat Rusia că a creat o criză umanitară majoră în oraș, oficialii orașului raportând că peste 2.000 de civili au fost uciși. Asediul a fost comparat de oficialii ucraineni și americani cu asediul Leningradului în timpul celui de-al Doilea Război Mondial. Acest asediu s-a încheiat la 20 mai 2022, după „evacuarea” personalului ucrainean rămas la combinatul siderurgic Azovstal, potrivit ziarelor occidentale; Ministerul rus al Apărării a susținut că soldații ucraineni „s-au predat”. rușii au bombardat teatrul din mariupol unde erau civili

## Context
Orașul Mariupol este considerat un oraș strategic major și o țintă pentru forțele rusești. Mariupol este cel mai mare oraș din partea controlată de Ucraina din regiunea Donețk, Mariupol este un important centru industrial și este cel mai mare oraș de la Marea Azov. Capturarea orașului ar oferi Rusiei control deplin asupra Mării Azov.
În mai 2014, în timpul războiului din Donbas, forțele separatiste și susținute de Rusia Republica Populară Donețk (DPR) au atacat orașul și au forțat forțele ucrainene să se retragă în timpul Bătăliei de la Mariupol⁠(<span title="Bătălia de la Mariupol (2014)|Bătăliei de la Mariupol la Wikidata">d). Cu toate acestea, în luna următoare, forțele ucrainene au recucerit orașul în timpul unei ofensivă. Conflictul a fost înghețat atunci când acordul de încetare a focului Minsk II a fost semnat în 2015.
Înainte de asediu, aproximativ 100.000 de locuitori au părăsit Mariupol, potrivit adjunctului primarului orașului.
Orașul a fost apărat de Batalionul Azov și Forțele teritoriale de apărare ale Ucrainei⁠(<span title="Forțele Teritoriale de Apărare (Ucraina)|Forțele teritoriale de apărare ale Ucrainei la Wikidata">d).